# 筋短縮症
筋短縮症（きんたんしゅくしょう、英語: muscle contracture）とは、筋肉注射による物理的な刺激、あるいは注射液による刺激が原因となって筋肉組織が破壊され線維化し、運動機能に障害が生じた症状。大腿四頭筋が障害された大腿四頭筋拘縮症が有名であるが、その他、注射を受けた部位によって、三角筋短縮症、上腕三頭筋短縮症、殿筋短縮症等の種類がある。以前は筋短縮症という名称が広く使われていたが、筋肉だけではなく、関連する関節にまでも機能障害が生じているという意味で、筋拘縮症とも呼ばれるようになった。またそれ以前は、多発した地域の名を取って、泉田病や今立病と呼ばれたこともある。薬害筋短縮症の会が1974年8月に結成されている。

## 症状
障害された筋肉の箇所にしこりや、外見的な陥没が見られる。また、部位に応じて様々な運動障害が見られる。
大腿四頭筋拘縮症の場合、大腿直筋が障害された「直筋型」と、中間広筋あるいは外側広筋が障害された「広筋型」、その両方が障害された「混合型」があり、それぞれに異なる症状を来す。

## 社会問題
抗生物質や解熱剤、栄養剤などを必要以上に注射したことが原因であるとし、注意を喚起しなかった国や医療機関、製薬会社を相手取って、1973年以来提訴が相次いだ。
1983年以降、各地の裁判所で判決が出されいずれも国が勝訴し、医療機関や製薬会社とは和解が順次成立していき、1996年には京都地方裁判所で最後の和解が成立した。
再発防止のため1976年2月には、日本小児科学会ができる限り小児には注射を避ける提言がなされた。